# يتالو جوزيه
يتالو جوزيه (بالبرتغالية: Ytalo José Oliveira dos Santos) (12 يناير 1988 بماسايو في البرازيل - ) هو لاعب كرة قدم برازيلي في مركز الهجوم. لعب مع أتلتيكو باراناينسي وباوليستا ونادي إنترناسيونال ونادي ساو باولو ونادي ماريتيمو ونادي كورينثيانس ألاغوانو ونادي موجي ميريم وGuaratinguetá Futebol ‏ وغراميو اساسكو اوداكس اسبورت كلوب وC.S. Marítimo B ‏.

## روابط خارجية
- يتالو جوزيه على موقع قاعدة بيانات كرة القدم.إي يو (الإنجليزية)
- يتالو جوزيه على موقع Soccerway.com (الإنجليزية)